# AIM (álbum)
AIM é o quinto álbum de estúdio da cantora e rapper britânica M.I.A., lançado em 9 de setembro de 2016. O álbum esteve disponível para pré-venda nas lojas digitais iTunes e Amazon às 9PM PST, de 18 de agosto de 2016.

## Antecedentes e gravação
A primeira menção ao álbum ocorreu em maio de 2015, quando M.I.A. disponibilizou uma versão demo da canção inédita "Platforms" em sua página oficial no SoundCloud. Inicialmente, o álbum seria chamado Matahdatah, com seu conceito original abrangendo experiências audiovisuais filmadas pelo mundo, e com a canção "Swords" servindo como primeiro single, em julho de 2015. Porém, em julho de 2016, M.I.A. confirmou que o álbum seria intitulado AIM (que ela revelou ter sido um dos prováveis títulos de seu álbum anterior, Matangi).
A rapper considera este o seu trabalho mais positivo, revelando que não o que queixar-se sobre ele, além de identificá-lo como o último álbum de sua carreira. M.I.A. divulgou diversos trechos de canções do álbum nos meses que antecederam seu lançamento, chegando a disponibilizar a prévia de todas as doze canções do álbum em maio de 2016, no Periscope. A lista de faixas oficial da versão deluxe foi divulgada em 18 de agosto de 2016.

## Promoção
"The New International Sound Pt. 2" foi lançada em junho de 2015, como parte do projeto GENER8ION, do DJ e produtor francês Surkin. Ambos os singles "Swords" e "Borders" também foram lançados em 2015. M.I.A. então disponibilizou a canção "Ola" na sua página oficial no SoundCloud, que originalmente continha samples de "Circle of Life", do cantor Elton John para a trilha sonora da animação O Rei Leão. Ela então anunciou via Periscope que substituiria o sample de "Circle of Life" por um de sua própria canção, "Galang". "Go Off" foi lançada em 15 de julho de 2016 como primeiro single oficial do álbum. A versão do single "Bird Song" produzida por Blaqstarr foi lançada em 12 de agosto de 2016, enquanto a versão produzida por Diplo estreou em 18 de agosto do mesmo ano. Em 18 de agosto de 2016, vários trechos de canções do álbum foram vazadas no YouTube.

## Lista de faixas
| AIM - edição padrão |                                   |                                              |                                   |         |  |
| N.º                 | Título                            | Compositor(es)                               | Produtor(es)                      | Duração |  |
| 1.                  | "Borders"                         | Maya Arulpragasam, Amish Patel e Levi Lennox | ADP e Lennox                      | 4:11    |  |
| 2.                  | "Go Off"                          | Arulpragasam, Sonny Moore e Charles Smith    | Skrillex, Blaqstarr e Tom Manaton | 3:04    |  |
| 3.                  | "Bird Song" (versão de Blaqstarr) | Arulpragasam e Charles Smith                 | M.I.A., Diplo e Blaqstarr         | 3:01    |  |
| 4.                  | "Jump In"                         |                                              |                                   | 2:23    |  |
| 5.                  | "Freedun" (com Zayn)              | Arulpragasam e Zayn Malik                    |                                   | 4:41    |  |
| 6.                  | "Foreign Friend" (com Dexta Daps) |                                              |                                   | 4:23    |  |
| 7.                  | "Finally"                         |                                              |                                   | 3:00    |  |
| 8.                  | "A.M.P. (All My People)"          |                                              |                                   | 3:21    |  |
| 9.                  | "Ali R U Ok?"                     |                                              |                                   | 3:30    |  |
| 10.                 | "Visa"                            |                                              |                                   | 2:51    |  |
| 11.                 | "Fly Pirate"                      |                                              |                                   | 2:25    |  |
| 12.                 | "Survivor"                        |                                              |                                   | 2:59    |  |
| Duração total:      | Duração total:                    | Duração total:                               | Duração total:                    | 39:49   |  |

| AIM - edição deluxe |                                                      |                                                                                              |                                               |         |  |
| N.º                 | Título                                               | Compositor(es)                                                                               | Produtor(es)                                  | Duração |  |
| 1.                  | "Bird Song" (versão de Diplo)                        | Arulpragasam e Charles Smith                                                                 | M.I.A., Diplo e Blaqstarr                     | 3:22    |  |
| 2.                  | "The New International Sound Part 2" (com GENER8ION) |                                                                                              | Surkin                                        | 3:28    |  |
| 3.                  | "Swords"                                             | Arulpragasam, Jerry Leembruggen, Ruben Fernhout, Hirdesh Singh, Tevin Plaate e Kaushal Sahil | M.I.A., DJ Jerry, MC Ruben, Hit-Boy e Spanker | 2:25    |  |
| 4.                  | "Talk"                                               |                                                                                              |                                               | 2:14    |  |
| 5.                  | "Platforms"                                          |                                                                                              |                                               | 2:55    |  |
| Duração total:      | Duração total:                                       | Duração total:                                                                               | Duração total:                                | 54:13   |  |

- Ambas as versões da canção "Bird Song" contêm elementos da trilha sonora do filme tâmil Oru Kili Uruguthu.